# غريغوري بيسون-مورو
غريغوري بيسون-مورو هو سياسي فرنسي، ولد في 7 يوليو 1982 في Brou-sur-Chantereine ‏ في فرنسا. نشط حزبياً في الجمهورية إلى الأمام!. وقد انتخب نائب فرنسي عن دائرة Aube's 1st constituency ‏ وقد انضم خلال فترته النيابية ‏ (21 يونيو 2017 – ) للكتلة البرلمانية تكتل الجمهورية على الدرب ‏.